# Jonathan Franzen
Jonathan Franzen (Western Springs, Illinois, 17 augustus 1959) is een Amerikaanse schrijver. Zijn derde roman, The  Corrections (2001), Nederlandse vertaling De correcties,  werd met luid gejuich door de critici ontvangen. Franzen ontving voor dit werk een National Book Award en was er finalist mee voor de 2002 Pulitzerprijs voor de literatuur. Zijn volgende roman, Freedom (vertaald in het Nederlands als: Vrijheid), werd in augustus 2010 gepubliceerd.

## Bestseller 60
| Boeken met noteringen in de Nederlandse Bestseller 60 | Jaar van verschijnen | Datum van binnenkomst | Hoogste positie | Aantal weken | Opmerkingen |
| ----------------------------------------------------- | -------------------- | --------------------- | --------------- | ------------ | ----------- |
| De correcties                                         | 2003                 | 07-05-2003            | 44              | 1            |             |
| Vrijheid                                              | 2010                 | 08-09-2010            | 8               | 31           |             |
| Zuiverheid                                            | 2015                 | 09-09-2015            | 4               | 12           |             |
| Kruispunt                                             | 2021                 | 13-10-2021            | 7               | 20           |             |

## Trivia
- De Amerikaanse president Barack Obama kreeg op eigen verzoek een exemplaar van Freedom mee om het in de zomervakantie 2010 te lezen, al was het boek toen nog niet officieel uit.